# Truth Social
Truth Social je spletno družbeno omrežje, ki ga je ustvarilo podjetje Trump Media & Technology Group (TMTG). Spletna aplikacija je na voljo od 21. februarja 2022.
Nekdanji predsednik Združenih držav Amerike Donald J. Trump je ustvaril Truth Social, kmalu po tem ko sta leta 2021 podjetji Twitter in Facebook ukinili njegove račune. Maja istega leta ustvaril spletno stran "From the Desk of Donald J. Trump", ki je bila v manj kot mesecu dni odstranjena. 
Trump je prvo objavo na socialnem omrežju objavil 16. februarja 2022.
Socialno omrežje Truth Social je iOS uporabnikom v aplikaciji App Store na voljo od februarja 2022.